# Ruben Sommaruga
Ruben Sommaruga (Montevideo, 27 aprile 1962) è uno scienziato uruguaiano, limnologo, professore universitario dell'Istituto di Ecologia dell'Università di Innsbruck.

## Biografia
Ruben Sommaruga è nato a Montevideo, Uruguay, dove ha ricevuto la sua educazione iniziale. Ha svolto il ruolo di assistente all'Università della Repubblica in Uruguay, dove ha ottenuto il titolo di laurea in Oceanografia. Successivamente si è trasferito in Austria per proseguire i suoi studi, ottenendo una laurea magistrale in Zoologia e nel 1993 un dottorato in Scienze Naturali presso l'Università d'Innsbruck, con specializzazione in Limnologia ed Ecologia Microbica.
In seguito, ha effettuato soggiorni post-dottorato in diversi istituti, tra cui l’Istituto di Scienze Ecologiche dell'Università del Cile, il Centro di Ricerca d'Alta Montagna (Vielha), l'Istituto di ricerca sulle acque di Verbania Pallanza e l'antico Istituto di Zoologia e Limnologia dell'Università d'Innsbruck. Nel 1998 ha conseguito l’abilitazione in Limnologia all'Università d'Innsbruck.

## Carriera scientifica
Ruben Sommaruga ha cominciato la sua carriera di ricerca studiando laghi ipertrofici e lagune costiere, per poi concentrarsi sullo studio di laghi d'alta montagna o alpini. Sebbene i suoi studi si siano concentrati principalmente sui laghi delle Alpi, si è interessato anche ad ecosistemi al di fuori della tradizionale fascia temperata settentrionale degli scienziati, inclusi  quelli dell'altipiano Andino (Cile), dell‘Himalaya (Nepal e India) e delle montagne di Bale (Etiopia).
Durante gli ultimi tre decenni, i suoi obiettivi di ricerca a lungo termine si sono concentrati sul comprendere come gli organismi si adattino alle dure condizioni ambientali tipiche degli ecosistemi d'alta montagna e come i processi lacustri vengano influenzati da vari cambiamenti globali. Ha studiato l'ecologia dei laghi d'alta montagna, inclusi quelli colpiti dal ritiro dei ghiacciai, combinando metodi di limnología, microbiología, ecologia e scienze ambientali al fine di analizzare interazioni biologiche complesse. La sua ricerca copre un ampio spettro di soggetti, dall'ecologia microbica agli effetti del cambiamento climatico negli ecosistemi acquatici, incluse la limnología fisica e la fotobiología. Questi studi hanno portato alla redazione di oltre 160 contributi scientifici internazionali, tra cui pubblicazioni su riviste come Nature  e PNAS.
Sommaruga è stato visiting scientist presso diversi istituti, tra cui l’Istituto Scripps di Oceanografía a La Jolla, l’istituto EAWAG di Kastanienbaum e, più recentemente, il Centro Nazionale di Ricerca Polare e Oceanica di Goa. Ha partecipato a molteplici spedizioni scientifiche, tra cui Nepal, Etiopia e Groenlandia.

## Premi e riconoscimenti
- 1991,1992: Premio Tonolli della Societas Internationalis Limnologiae (Società Internazionale di Limnologia, SIL).[10]
- 2000: International Recognition of Professional Excellence in Limnetic Ecology, Germania.[11]
- 2007: Premio di Scienze del Principato di Liechtenstein.[12]
- 2008–2020: Membro del Consiglio Scientifico (FWF).[2]
- 2011–2014: Membro della Faculty of 1000.[13]
- 2017: Fellow dell'Associazione per le Scienze della Limnología e l'Oceanografía (ASLO).[14]
- 2022: Membro eletto dell'Accademia di Scienze Europee  per i suoi distaccati contributi alla scienza e la tecnologia.[15]
- 2024: Top 3 % dei migliori scienziati al mondo secondo l’AD Scientific Index dell'Università di Stanford (ANDATE dell'indice scienziato AD: 1399907) e top 10 % a livello mondiale in Ecologia ed Evoluzione.[16][17]
- 2024: Premio Baldi Memorial della Società Internazionale di Limnologia.[18]